# Karin Alvtegen

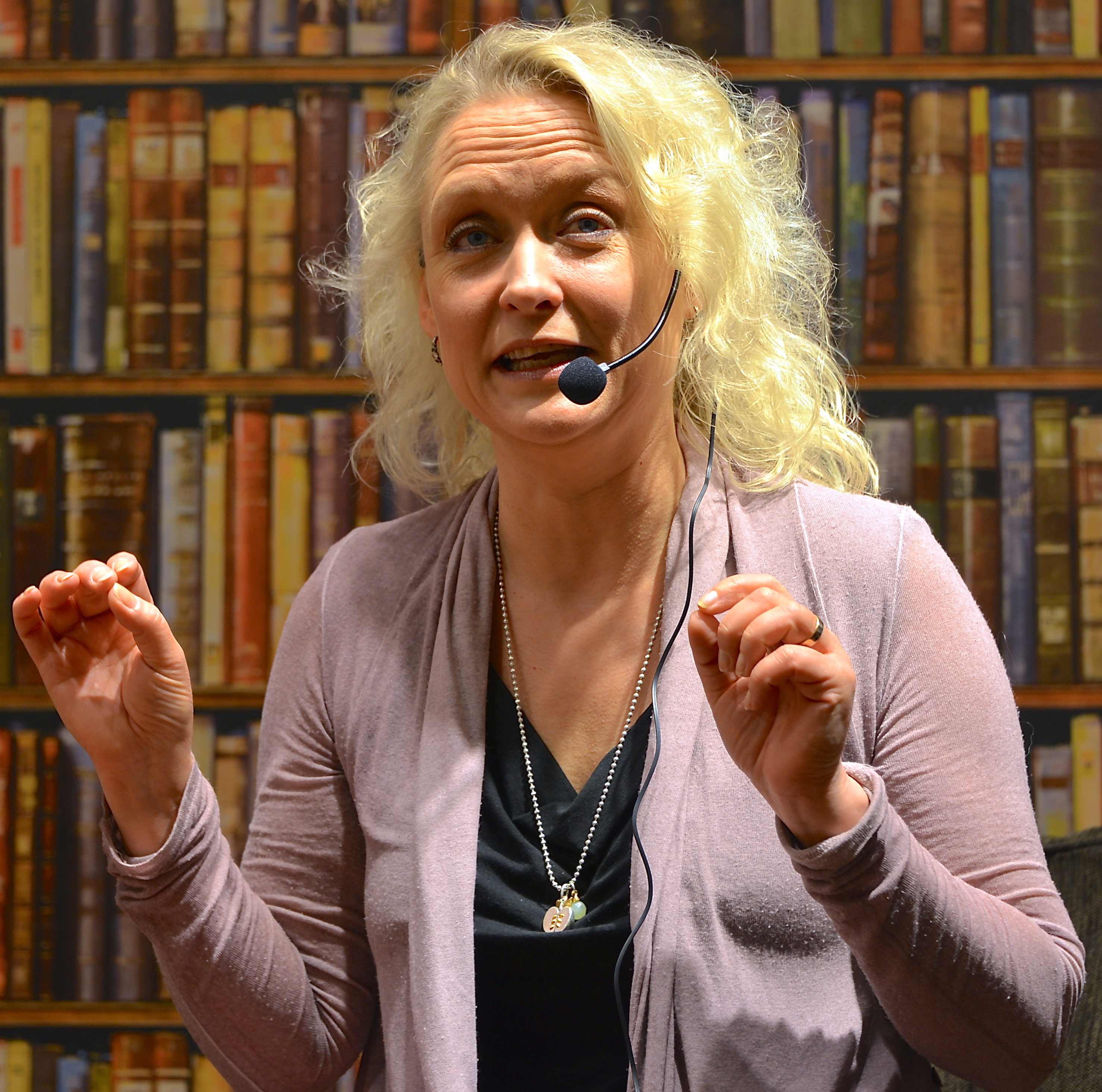
Karin Alvtegen (2013)

Karin Anna Alvtegen (* 8. Juni 1965 in Huskvarna, Småland) ist eine schwedische Schriftstellerin und Drehbuchautorin.

## Leben und Wirken
Sie ist eine Großnichte der schwedischen Kinderbuchautorin Astrid Lindgren. Seit 1985 arbeitet sie in der Filmbranche, zuletzt als Drehbuchautorin. Für ihren Kriminalroman Die Flüchtige erhielt sie nach Peter Høeg und Henning Mankell den wichtigsten schwedischen Krimipreis Glasnyckeln. 2008 gewann sie für ihren im Vorjahr erschienenen Roman Schatten den dänischen Palle-Rosenkrantz-Preis. Ihre Bücher wurden bisher in über 30 Ländern verlegt.
Alvtegen lebt heute in Stockholm.

## Werke
- Schuld. Kriminalroman („Skuld“, 1999). Dumont, Köln 2010, ISBN 978-3-8321-6105-7.
- Die Flüchtige („Saknad“, 2000). Rowohlt Taschenbuch Verlag, Reinbek 2004, ISBN 3-499-26469-2.
- Der Seitensprung („Svek“, 2004). Rowohlt-Taschenbuch-Verlag, Reinbek 2006, ISBN 978-3-499-24313-4.
- Scham („Skam“, 2005). Rowohlt-Taschenbuch-Verlag, Reinbek 2007, ISBN 978-3-499-24196-3.
- Schatten („Skugga“, 2007). Dumont, Köln 2007, ISBN 978-3-8321-8045-4.
- Eine zweite Chance („En sannolik historia“, 2010). btb, München 2013, ISBN 978-3-442-75337-6
- „Fjärilseffekten“, 2013
- „Nyckeln till Hinsides“, 2016